# 澳門2008年度頒授勳章、獎章和獎狀名單
澳門特別行政區2008年度勳章、獎章和獎狀名單於2008年12月19日由行政長官簽署行政命令，在《澳門特別行政區政府公報》公布，共有40名社會人士和實體獲授勳，表揚他們在個人成就、社會貢獻或服務澳門特別行政區方面的傑出表現。而頒授儀式於2009年1月16日下午在澳門文化中心綜合劇院舉行。

## 授勳名單

### 榮譽勳章
銀蓮花榮譽勳章
- 潘漢榮

### 功績勳章
專業功績勳章
- 梁文耀
- 駱偉建

工商功績勳章
- 曾志揮
- 劉藝良
- 黎振強

旅遊功績勳章
- 李淑英
- 旅遊學院

教育功績勳章
- 呂綸
- 施綺蓮
- 陳達明

文化功績勳章
- 林鳳娥
- 黎勝鍈
- 澳門土生土語話劇社

仁愛功績勳章
- 何廣凌
- 陳明金
- 鄭秀明
- 鄺達財

體育功績勳章
- 曾展南
- 楊長成

### 傑出服務獎章
英勇獎章
- 仁伯爵綜合醫院赴四川災區醫療救援隊
- 鏡湖醫院赴四川災區醫療救援隊

勞績獎章
- 吳愛華
- 姚偉彬
- 廖品賢

服務獎章
- 梁慶球
- 潘志明
- 薛國超

### 獎狀
榮譽獎狀
- Joël Daniel Robuchon

功績獎狀
- 利安琪
- 吳偉豪
- 區均祥
- 梁嘉俊
- 陳耀棠
- 斐保羅
- 關淑賢
- 澳門弱智人士家長協進會
- 澳門旅行社協會
- 澳門旅遊商會
- 澳門旅遊業議會

## 資料來源及參考
- 澳門政府入口網頁[永久]